# Srebrna (powiat płocki)
Srebrna – wieś w Polsce położona w województwie mazowieckim, w powiecie płockim, w gminie Stara Biała.
| SIMC    | Nazwa  | Rodzaj    |
| ------- | ------ | --------- |
| 0576349 | Pieńki | część wsi |

Wieś szlachecka położona była w drugiej połowie XVI wieku w powiecie płockim  województwa płockiego. W latach 1975–1998 miejscowość należała administracyjnie do województwa płockiego.